# Muzeum obrony Bornholmu
Muzeum obrony Bornholmu (duń. Bornholms Forsvarsmuseum) – muzeum historii militarnej Bornholmu w Rønne.

## Zbiory
Muzeum obrony Bornholmu w Rønne gromadzi zbiory związane z historią obronności i wojskowości Bornholmu od średniowiecza do współczesności.  Pierwszą wystawę otwarto w 1975 roku, po zamknięciu tu magazynu wojskowego. W 1980 roku powstało muzeum. Mieści się ono na zamku i w otaczających go budynkach. Na dziedzińcu muzeum znajduje się wiele pojazdów wojskowych (wśród nich czołg M24 Chaffee) i innego uzbrojenia, które można swobodnie dotykać i testować. W budynkach znajdują się zbiory m.in. broni, mundurów i sztandarów, a w szczególności dużą wystawę dotyczącą okupacji Bornholmu, najpierw przez nazistowskie Niemcy, a następnie ZSRR. Muzeum przygotowuje również zmieniające się ekspozycje specjalne. Na dziedzińcu znajduje się pomnik króla Chrystiana IV.

## Galeria

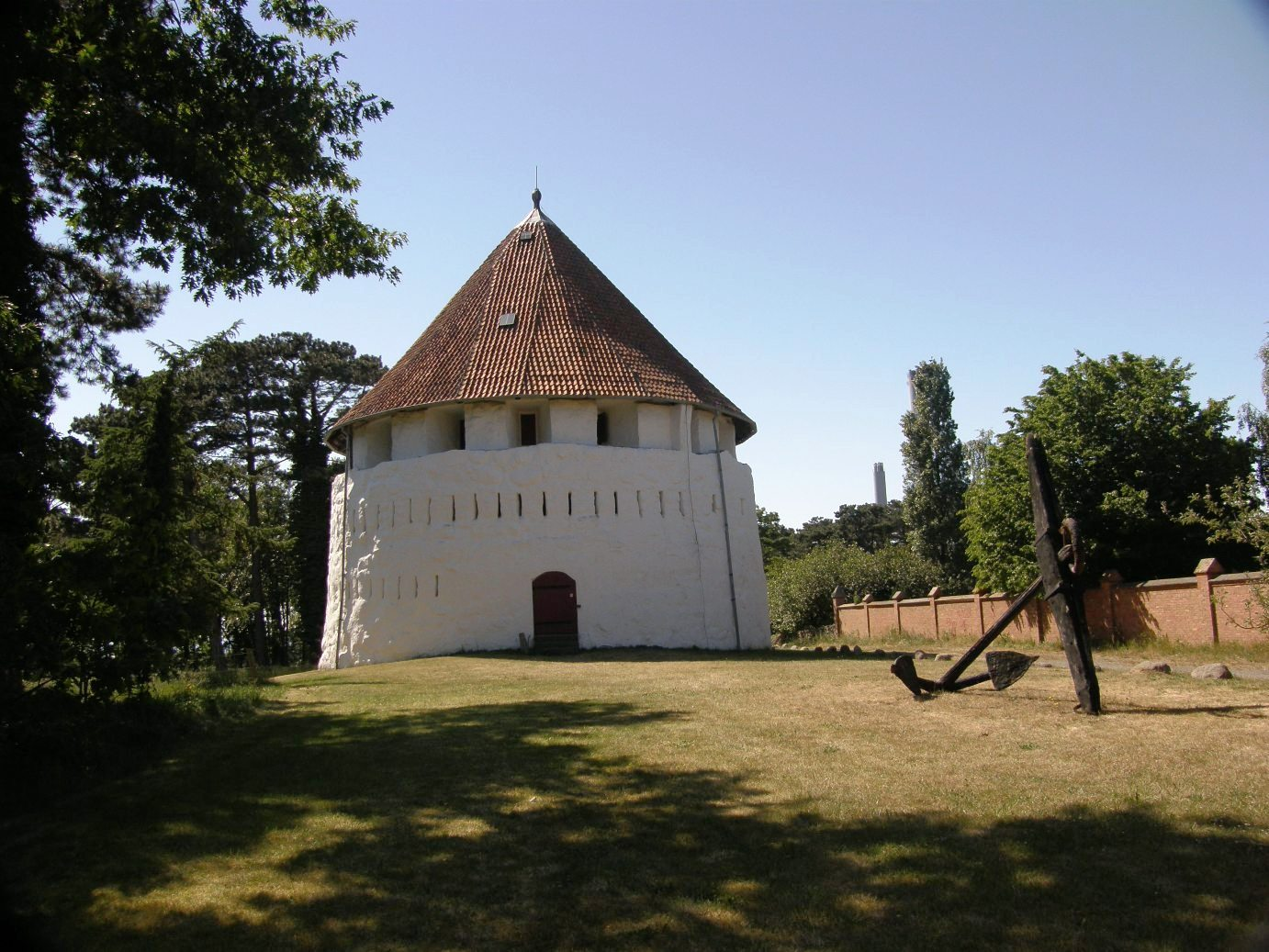
Kastellet – dawna cytadela
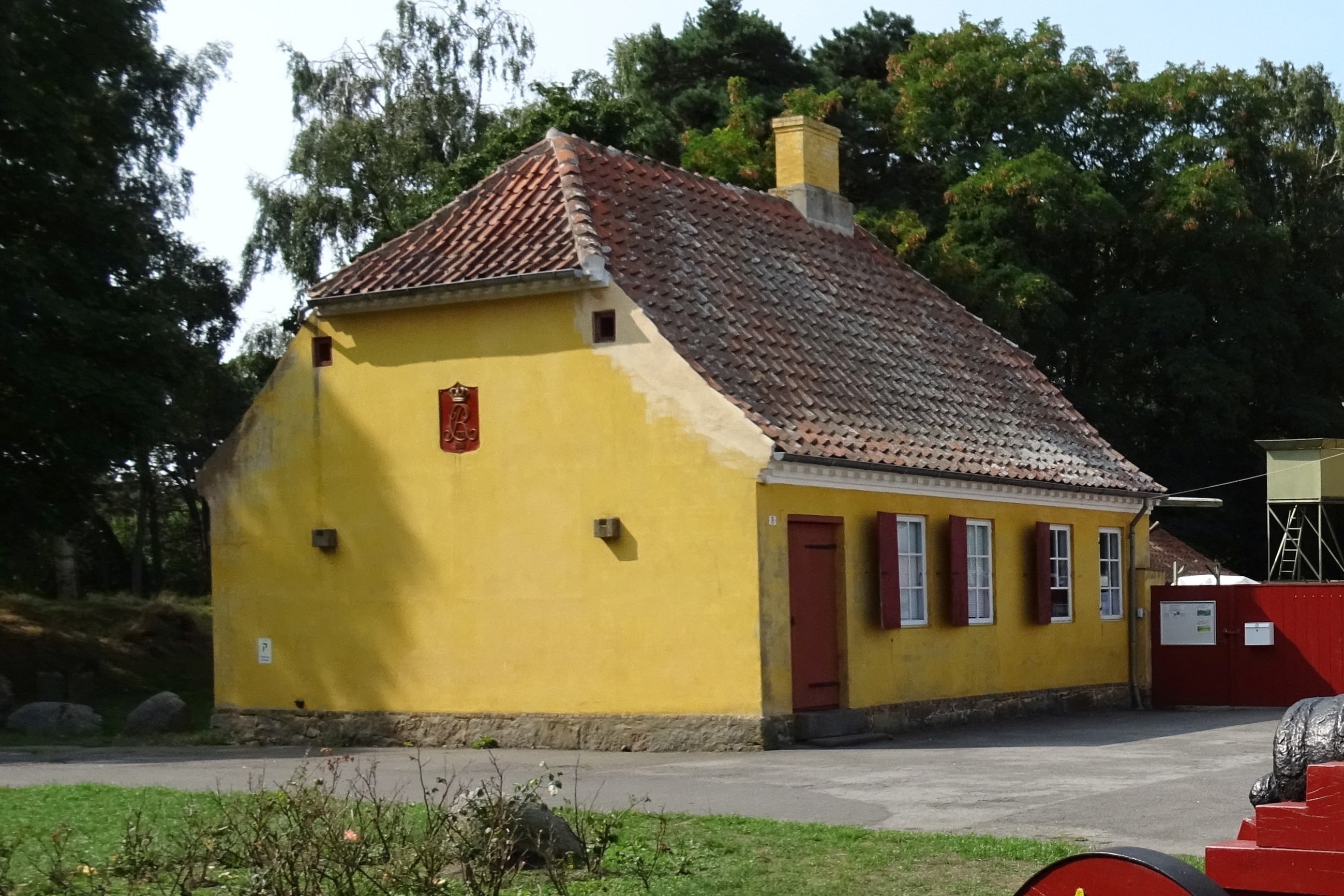
dawny magazyn wojskowy